# Valdemar III de Dinamarca
Valdemar III (1314-1364) fue un rey de Dinamarca de 1326 a 1329, cuando aún era menor de edad, así como entre 1325 y 1326 y de 1330 a 1364 fue duque de Schleswig como Valdemar V. Fue un rey rival del fracasado Cristóbal II de Dinamarca y recibió una amplia oposición por muchas de sus decisiones. Su periodo terminó con su abdicación. En ocasiones, al rey anterior, Valdemar el Joven, también se le llama Valdemar III.

## Biografía
El padre de Valdemar fue el duque Enrique II de Schleswig y su madre era Adelaida, hija de Enrique I de Rendsburg.
Cuando su pariente lejano Cristóbal II fue exiliado de su reino, los holsteinianos y los daneses de la alta nobleza se dispusieron a escoger un nuevo rey. Su elección recayó en el duque Valdemar V de Schleswig, de once años, que era el líder de la rama descendiente del rey Abel I de Dinamarca. Debido a su corta edad, su tío materno, el poderoso conde Gerard de Rendsburg (Gerard III de Holstein), quien también era el mayor acreedor hipotecario de Dinamarca, fue nombrado regente y tutor ("grev Gert" o "Den kullede Greve").
El promisorio ascenso de  Valdemar al trono fue por lo menos tan estricta como había sido la de Cristóbal. Hubo algunas disposiciones nuevas, como que todos los castillos reales de Escania debían ser demolidos, y todos los nobles tenían derecho a fortificar su casa. El acuerdo más importante se llamó sin embargo Constitución Valdemariana que prometía que en el futuro, una misma persona no podía ser gobernante de Schleswig y Dinamarca al mismo tiempo.
Debido a lo anterior, Valdemar renunció a su patrimonio, Schleswig, y liberó de sus obligaciones a su tío y tutor, por intermedio del cual el primer miembro de la casa Holstein se convirtió en duque: Gerard, duque de Jutlandia (o Jutlandia del Sur o Schleswig).
En la práctica, Dinamarca se encontraba en su totalidad en manos de ciertos nobles, lo que no era popular entre los campesinos. Una parte de los nobles eran extranjeros y habían gravado a los habitantes con impuestos. En 1328, los campesinos de Sjælland llevaron a cabo una rebelión, que fue sofocada. En 1329, fue el turno de Jutlandia, donde los campesinos lograron mejores resultados, aunque allí también el levantamiento fue sofocado. Finalmente, el conde de Gerard abandonó a nombre de su rey, y en 1329 se le permitió a Cristóbal II regresar al trono. Valdemar volvió a ser duque de Schleswig, donde reinó hasta su muerte en 1364.
En 1340, dio a su única hermana, Helvig de Schleswig, en matrimonio con Valdemar IV, el nuevo rey de Dinamarca. Durante el resto de su reinado llevó una política que cambió la dirección de su país, en la que alternó la guerra y la cooperación.
Valdemar murió en 1364. Estaba casado con Richardis de Schwerin (muerta en 1384), hija del conde Günzelin VI de Schwerin-Wittenburg. Tuvo dos hijos, Valdemar y Henry, quien fue duque de Schleswig tras la muerte de su padre.